# Wald (Zúrich)
Wald es una comuna suiza del cantón de Zúrich, situada en el distrito de Hinwil. Limita al norte con la comuna de Fischenthal, al este con Goldingen (SG), al sur con Eschenbach (SG), al suroeste con Rüti, y al oeste con Dürnten y Hinwil.